# حوض بناء السفن لويد

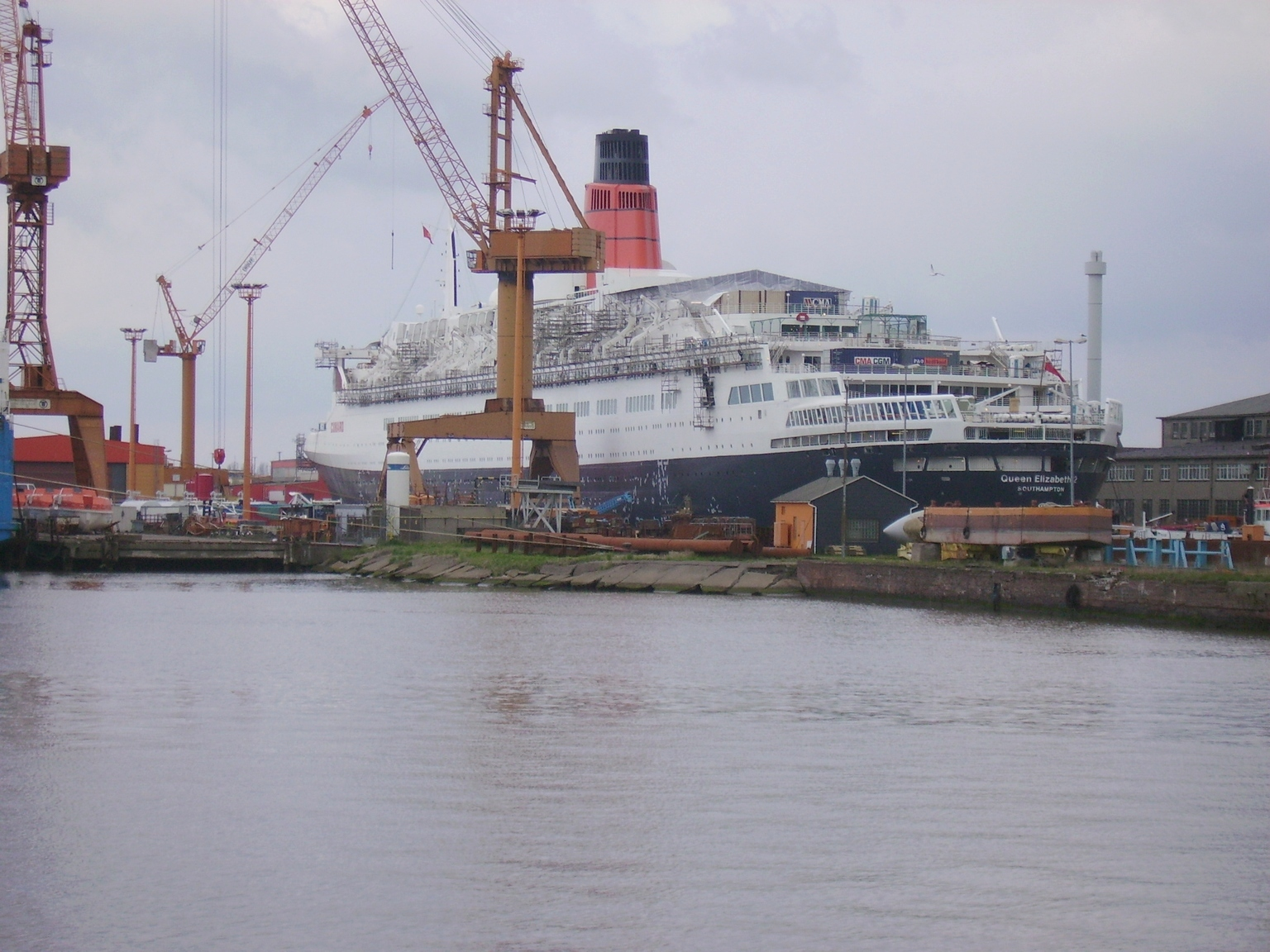
الملكة اليزابيث 2 في عام 2006

حوض بناء السفن لويد هو حوض بناء سفن في بريمرهافن. تأسس في عام 1863 من قبل شركة الشحن نورث جيرمن لويد، والتي كانت تستخدم في المقام الأول كورشة إصلاح لأسطول الشركة التجاري. تم إنشاء هذا الفناء الجديد كإضافة إلى ورشة لويد الصغيرة السابقة في بريمن التي تأسست بالفعل في عام 1857.
في السبعينيات، أصبح حوض بناء السفن عضوًا في مجموعة فولكان.
في عام 2015 ، اشترت Genting Hong Kong، وهي شركة قابضة مقرها في هونغ كونغ، تمتلك علاماتها التجارية ما مجموعه 10 سفن بناء من لويد فيرفيت في ذلك الوقت، اغلب أسهم لويد.

## روابط خارجية
- موقع لويد يارد